# Cyrtodactylus batucolus
Espèce
Cyrtodactylus batucolus est une espèce de geckos de la famille des Gekkonidae.

## Répartition
Cette espèce est endémique de Pulau Besar au Malacca en Malaisie.

## Publication originale
- Grismer, Chan, Grismer, Wood & Belabut, 2008 : Three new species of Cyrtodactylus (Squamata: Gekkonidae) from Peninsular Malaysia. Zootaxa, n. 1921, p. 1–23.